# Beau Geste
Beau Geste es una novela de aventuras, escrita en 1924 por Percival Christopher Wren, y que ha sido adaptada al cine en varias ocasiones. Uno de los clásicos de la literatura de aventuras juvenil, es asimismo el epitafio del victorianismo, los valores de las clases educadas del Imperio británico y la obsesión por ser decente. Un resumen de la trama puede clarificar lo dicho, pero los valores «universales» que defiende el texto no necesitan mucha explicación.
Su éxito provocó las secuelas Beau Sabreur, Beau Ideal, Good Gestes (cuentos cortos que idealmente deberían ser leídos antes de la separación de los hermanos Geste —Digby y los americanos son destinados a Tokotu— y por fin Spanish Maine (The Desert Heritage, en Estados Unidos). Existen versiones en español tanto de Beau Geste como de Beau Sabreur y Beau Ideal (Editorial Juventud), al menos.
Wren escribió más libros sobre la Legión Extranjera Francesa pero no todos han sido quizá traducidos; al menos lo están Los hijastros de Francia, El salario de la virtud y El puerto de los desaparecidos (relatos cortos).

## Adaptaciones
- Beau Geste (1926), protagonizada por Ronald Colman
- Beau Geste (1939), protagonizada por Gary Cooper
- Beau Geste (1966), protagonizada por Guy Stockwell
- Beau Geste (1982), miniserie de la BBC.